# كود نورمبرغ

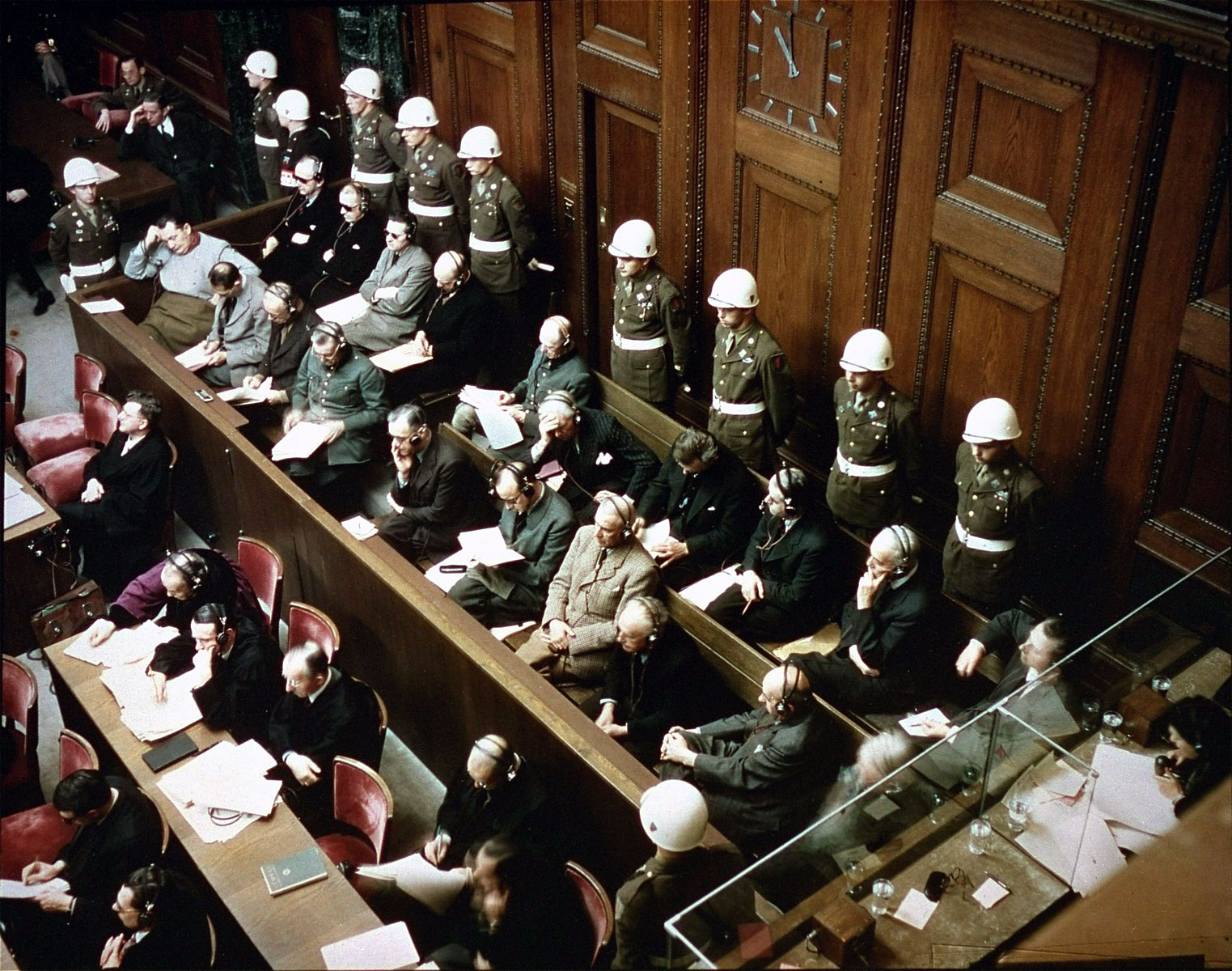

كود نورمبرغ (بالإنجليزية: Nuremberg Code)‏ هو أحد المبادئ الاساسية للاخلاق في التجارب على الإنسان، تم وضعه خلال محاكمة أطباء النظام النازي في مدينة نورمبرغ الألمانية بعد هزيمة الألمان في الحرب العالمية الثانية، ويعتبر حتى اليوم، الأساس في مجال إعداد وتنفيذ التجارب الطبية والنفسية على البشر.
تمت صياغة القانون قبل 50 عامًا، في أغسطس 1947، في نورمبرج، ألمانيا، من قبل قضاة أمريكيين بهد محاكمة الأطباء النازيين المتهمين بإجراء التجارب البشرية القاتلة والتعذيب فيمعسكرات الاعتقال.

## الخلفية التاريخية
يعود أصل القانون إلى مرحلة الحرب العالمية الثانية، ولا سيما خلال ثلاثينيات وأربعينيات القرن العشرين من القرن الماضي، حيث اتهم المجتمع الأطباء الألمان، بممارسات طبية غير أخلاقية. ومنها دعم التطهير العرقي من قبل الحكومة الألمانية من أجل تعزيز العرق الآري. وشارك الأطباء مع الاشتراكية القومية للترويج واستخدام علم الأحياء لتحقيق أهدافهم المتمثلة في التطهير العرقي، وهو مفهوم أساسي في الأيديولوجية القومية النازية. لقد مال الأطباء إلى الإيديولوجية العلمية العنصرية وساعدوا في تأسيس رابطة الأطباء الاشتراكيين الوطنيين في عام 1929 "لتطهير المجتمع الطبي الألماني من" البلشفية اليهودية ". بحلول عام 1942، ضم الحزب النازي أكثر من 38000 طبيب ألماني، ساعدوا في تنفيذ البرامج الطبية مثل قانون التعقيم.
لم تكن هاته الأفكار مقبولة لدي الجميع حيث تم انتقادها من طرف ألفونس ستودر، عضو مكتب صحة الرايخ، الذي أعلن أن «التجارب المشبوهة ليس لها غرض علاجي»، وانضم فريدريش فون مولر، الطبيب ورئيس الأكاديمية الألمانية، إلى نقد هاته الأفكار العنصرية.
هناك جدل حول اسم من كتب هذا القانون، لكن هناك من يعتبر أن واحدا من القضاة الأمريكيين الثلاثة الذين شاركوا غفي محاكمة نورمبرغ، وهو هارولد سيبرينغ، هو مؤلف القانون. كما شارك في كتابة القانون طبيبان أمريكيان ساعدا في مقاضاة الأطباء النازيين في نورمبرغ، وهما ليو ألكسندر وأندرو آيفي.
استندت هذا القانون على مبادئ تقديم النفع وعدم إلحاق الضرر، ومبدأ الموافقة المستنيرة. كما ميز بوضوح الفرق بين البحث العلاجي وغير العلاجي،

## النقاط العشر لكود نورمبرغ
1. يجب أن يكون الشخص المجرب عليه موافق على إجراء التجربة، وهذا يقتضي ان يكون الشخص مكلف حسب التعريف القانوني، وهذا يعني ان يكون قادرا على اتخاذ قراره بدون أي نوع من التاثيرات الخارجية كالضغط والخداع أو العنف أو التزوير أو أي محاولة اقناع أو غصب تؤثر على قراره. كما يجب أن يكون مدركا وفاهما لتفاصيل التجربة.
2. يجب أن تحمل التجربة هدفاً ايجابياً للبشرية، هدفا لا يمكن الوصول اليه الا عبر هذه الطريقة.
3. ينبغي أن تبنى التجربة على معرفه سابقة، كتجارب على الحيوانات أو معلومات طبيعية، مما يجعل إجراء التجربة مبررا.
4. ينبغي ان تتم التجربة بطريقة يتم خلالها تجنب الأضرار النفسية والجسدية الغير لازمة.
5. غير مسموح باجراء أي تجربة من الممكن أن تؤدي إلى الموت أو إلى إعاقة دائمة، إلا إذا كان المجرب هو نفسه الشخص المجرب عليه.
6. ممنوع وبشكل مطلق أن تغلب الأضرار الناجمة عن التجربة على الفائدة المرجوة منها في اطار الحدود الإنسانية.
7. الاعداد للتجربة لابد أن يتم بشكل لائق، بحيث يتم تجنب الاضرار الجسدية أو الموت على الاقل للشخص المجرب عليه.
8. يجب أن يتم إجراء التجربة من قبل أشخاص مؤهلين، ولابد من التزام الاحترام والحذر في جميع مستويات التجربة ومن قبل جميع الاشخاص.
9. يجب أن تكون للشخص المجرب عليه الفرصة لانهاء التجربة في أي وقت، عندما يشعر انه غير قادر على المواصلة من الناحية الجسدية أو النفسية.
10. يجب على مجري التجربة أن يكون مستعدا لانهاء التجربة في أي وقت، إذا ما شعر من خلال خبرته المتخصصة أن مواصلتها ستؤدي إلى إصابة الشخص المجرب عليه أو إعاقته إعاقة دائمة أو موته.

## وصلات خارجية
- كود نورمبرغ (بالإنجليزية)